# Nikolai Dimakov
Nikolai Dimakov –en ucraniano, Николай Дімаков– es un deportista ucraniano que compitió en piragüismo en la modalidad de aguas tranquilas. Ganó una medalla de bronce en el  Campeonato Europeo de Piragüismo de 1999, en la prueba de C4 1000 m.

## Palmarés internacional
| Campeonato Europeo | Campeonato Europeo | Campeonato Europeo | Campeonato Europeo |
| Año                | Lugar              | Medalla            | Competición        |
| ------------------ | ------------------ | ------------------ | ------------------ |
| 1999               | Zagreb (Croacia)   | Medalla de bronce  | C4 1000 m          |